# Guillaume Bieganski
Guillaume Bieganski (Libercourt, 1932. november 3. – Lunel, 2016. október 8.) francia válogatott labdarúgó.

## Sikerei, díjai
- Lille OSC
  - Francia bajnok: 1953-54
  - Francia kupa: 1952-53, 1954-55